# Zapada katahdin
Zapada katahdin is een steenvlieg uit de familie beeksteenvliegen (Nemouridae). De wetenschappelijke naam van de soort is voor het eerst geldig gepubliceerd in 1987 door Baumann & Mingo.